# Verwertungsgesellschaft Wort
Die Verwertungsgesellschaft Wort (VG Wort) mit Sitz in München verwaltet die Tantiemen aus Zweitverwertungsrechten an Sprachwerken, auch von Funk und Fernsehen, in Deutschland. Berechtigte sind Autoren und Übersetzer von schöngeistigen und dramatischen, journalistischen und wissenschaftlichen Texten. Die Verwertungsgesellschaft wurde im Februar 1958 auf Betreiben des damaligen Verbands deutscher Schriftsteller (VS) gegründet. Georg Kahn-Ackermann war einer der Mitbegründer und späterer Ehrenpräsident.
Die Verwertungsgesellschaft Wort (vereinigt mit der Verwertungsgesellschaft Wissenschaft) ist ein Wirtschaftsverein, dem die Rechtsfähigkeit staatlich verliehen worden ist (§ 22 BGB, § 1 Abs. 4 UrhWG). Die Verwertungsgesellschaft Wort unterliegt dem Verwertungsgesellschaftengesetz und steht unter der Staatsaufsicht des Deutschen Patent- und Markenamtes (DPMA).

## Zweck der Gesellschaft
Für Kopien urheberrechtlich geschützter Werke werden Abgaben abgeführt, die beispielsweise an das Kopiergerät gekoppelt sind. Damit beim Erstellen von Fotokopien und beim Kopieren von Audio- und Videokassetten, wobei jeweils Wort, Musik und Bild kopiert werden, nur eine einheitliche Abgabe notwendig wird, haben sich die beteiligten Verwertungsgesellschaften auf einen Verteilschlüssel für die darauf erhobenen Pauschalabgaben (zum Beispiel der Bibliothekstantieme) geeinigt. Der Verteilungsschlüssel wird auf der Basis empirischer Teststudien über die Verwertung von kopierbaren und vermietbaren Materialien bemessen.
Seit der Reform des Urheberrechts von 1972 steht den Autoren und (bis zum Urteil des BGH im Jahr 2016) den Verlagen auch für die Ausleihe ihrer Werke in öffentlichen Bibliotheken eine Vergütung zu. Weitere Einnahmen kommen aus Lesezirkelvergütungen für das Ausleihen und Vermieten von Werken, Vergütungen für die Nutzung von Artikeln in Pressespiegeln, für Nachdrucke in Schulbüchern.
Das höchste Abgabenvolumen im Bereich der Reprographievergütung kommt durch Geräteabgaben auf.
Ein Teil der Gebührenaufkommen wird im jeweiligen Folgejahr nach einem komplexen Verteilungsschlüssel an die Autoren ausgeschüttet. Änderungen der Verteilungspläne beschließen die Mitglieder der VG Wort auf der jährlichen Mitgliederversammlung. Der andere Teil der Einnahmen fließt, neben der Finanzierung der eigenen Verwaltung, u. a. in die Künstlersozialkasse als Beitrag zur gesetzlichen Sozialversicherung für freischaffende Künstler und Publizisten, in das Autorenversorgungswerk, das freiberuflichen Autoren Zuschüsse zur privaten Altersversorgung gewährt, in einen Sozialfonds, der Beihilfen für bedürftige Wortautoren, Verleger oder ihre Hinterbliebenen leistet, sowie in die Förderungsfonds Wissenschaft der VG Wort.

## Vorstand
Der Vorstand wird vom Verwaltungsrat bestellt. Mitglieder des Vorstands sind Rainer Just (geschäftsführend), Robert Staats (geschäftsführend) sowie Manfred Antoni, Jochen Greve und Silke von Lewinski.

## Verwaltungsrat
Der Verwaltungsrat hat weitgehende Kontrollbefugnisse. Seine Mitglieder sind ehrenamtlich tätig und werden auf vier Jahre von der Mitgliederversammlung gewählt. Vorsitzender ist der Verlegervertreter Bernhard von Becker und stellvertretende Vorsitzende die Autorin Gerlinde Schermer-Rauwolf.

## Tantiemen und Ausschüttung
294.718 Autoren und 9.168 Verlage waren im Jahr 2020 bei der VG Wort als Wahrnehmungsberechtigte registriert. Die einmalige Registrierung und die jährliche Anmeldung von Ansprüchen sind für Autoren und Verlage kostenlos. Das Gesamtregister aller Autoren und Verlage umfasst mehr als 800.000 Namen. Darin sind auch Pseudonyme und Tochterverlage enthalten.
Die Erlöse aus der Wahrnehmung von Urheberrechten betrugen 209,94 Millionen Euro im Jahr 2020. Der Anstieg gegenüber dem Vorjahr 2019 (156,12 Millionen Euro) war auf Sondereffekte zurückzuführen. Der wichtigste Einnahmebereich ist die Geräte-, Speichermedien- und Betreibervergütung nach §§ 54, 54c des Urheberrechtsgesetzes (UrhG), früher als Kopiergeräteabgabe bekannt. Daraus nahm die VG Wort 85,96 Millionen Euro ein (2020). Die zweitgrößte Einnahmeposition ist der Bereich Hörfunk und Fernsehen mit 73,61 Millionen Euro. Aus der Bibliothekstantieme nahm die VG Wort 9,76 Millionen Euro ein.
Ende 2008 einigten sich die VG Wort und der Branchenverband Bitkom auf eine pauschale Gebühr für Drucker, die die Hersteller rückwirkend seit 1. Januar 2008 an die VG Wort zahlen. Zu diesen 34 Millionen Euro Mehreinnahmen kamen im Jahr 2009 Nachzahlungen der Geräteindustrie für Multifunktionsgeräte für die Jahre 2002 bis 2007 in Höhe von 282 Millionen Euro, was die Gesamteinnahmen 2009 um 316,49 Millionen Euro auf 434,38 Millionen Euro erhöhte. Der weitaus größte Anteil (377,15 Millionen) stammte aus den Kopiergeräteabgaben, die neben Fotokopierern nun auch Multifunktionsgeräte, Scanner und Drucker umfasste.
Ein Verteilungsplan regelt, wie die Einnahmen aus den unterschiedlichen Bereichen an die Wahrnehmungsberechtigten ausgeschüttet werden. Der Verteilungsplan wird von der Mitgliederversammlung beschlossen. Die Pläne werden von Zeit zu Zeit geändert, unter anderem als Reaktion auf Gesetzesänderungen oder Gerichtsurteile.

### BGH-Urteil zur Ausschüttungspraxis
Die Ausschüttungen wurden bis zum BGH-Urteil hälftig zwischen Autoren und Verlagen aufgeteilt. Der Bundesgerichtshof hat am 21. April 2016 nach einem jahrelangen Streit entschieden, dass das Geld ausschließlich den Verfassern zustehe. Die Ausschüttungen lagen 2013 bei rund 92 Millionen Euro und 2014 bei knapp 106 Millionen Euro.
Aus dem Richterspruch ergab sich, dass die bisherige Verteilungspraxis der VG Wort fehlerhaft war. Der Verteilungsplan sah für solche Fehler eine spezielle Regelung vor, die eine nachträgliche Korrektur ermöglicht. Somit musste die Verteilung teilweise rückabgewickelt und neu vorgenommen werden. Dafür bildete die VG Wort Rückstellungen.
Die betroffenen Verlage, die in den Jahren 2012 bis 2015 Ausschüttungen der VG Wort erhalten hatten, mussten diese zurückzahlen. Die Zahlungsaufforderungen dazu wurden von der VG Wort im Oktober 2016 versandt. Außerdem konnten Autoren gegenüber der VG Wort eine Erklärung abgeben, wenn sie dem Verlag eine anteilige Vergütung zugestehen oder ganz auf den Erhalt des Verlagsanteils verzichten wollten. Diese Erklärung wird aus Datenschutzgründen von der VG Wort nicht an den jeweiligen Verlag weitergereicht, sondern anonymisiert für die Berechnung des Verteilungsschlüssels verwendet. In Einzelfällen kürzten die Verlage daraufhin Honorare und übten Druck auf Autoren aus. In den Medien war von insgesamt rund 100 Millionen Euro Rückforderungen die Rede, was vor allem mittelständische Verlage in wirtschaftliche Bedrängnis bringen konnte. Demgegenüber hatten die großen Verlage von der 50-%-Quote erheblich profitiert. Schätzungen zufolge machten die Ausschüttungen an die Verlage zwischen 20 und 200 Prozent eines Jahresgewinns aus. Für die VG Wort war die Rückabwicklung erst im Frühjahr 2020 weitgehend abgeschlossen.
Im Jahr 2022 werden Verlage erstmals wieder an den Ausschüttungen beteiligt.

### Texte im Internet (METIS)
Seit 2007 werden auch Onlinetexte durch die VG-Wort-Abteilung Meldesystem für Texte auf Internetseiten (METIS) vergütet. Die Erstauszahlung erfolgte Ende Oktober 2008. Die Vergütung kann jeder Webseitenbetreiber oder Autor erhalten, was z. B. auch Blogger einschließt. Das ist jedoch mit verschiedenen Voraussetzungen verbunden: So müssen diese Texte kostenlos und frei verfügbar, also ohne Passwortschutz lesbar sein. Zudem muss eine Mindestbesucherzahl pro Jahr erreicht werden. Die Besucherzahl wird mit Zählpixeln gemessen.
Texte auf Internetseiten von Verlagen und anderen Seitenbetreibern, die der Urheber selbst nicht mit einem Zählpixel kennzeichnen kann, können in einer jährlichen Sonderausschüttung gemeldet werden. Eine einmalige Anmeldung als Autor bei der VG Wort und die Registrierung für das Online-Meldesystem T.O.M. war bis zum 1. Juni 2016 ohne Wahrnehmungsvertrag jeweils bis zum Jahresende möglich. Autoren können dort auch Sprachtonträger und Vortragsrechte anmelden. Im Internet veröffentlichte Texte können fortlaufend für das jeweilige Erhebungsjahr angemeldet werden. Bisher nahmen jedoch nur wenige Verlage und Webseiten die Online-Vergütung der VG Wort wahr. Dies liegt unter anderem an dem vergleichsweise hohen Aufwand der Textanmeldung. Mit dem Inkrafttreten des Verwertungsgesellschaftengesetzes (VGG) dürfen Verwertungsgesellschaften nur noch für solche Rechteinhaber tätig werden, für die ein Wahrnehmungsvertrag abgeschlossen ist. Hier hat die VG Wort ihre Satzung im § 3 angepasst, sodass auch für den Bereich Texte im Internet (METIS) ein Wahrnehmungsvertrag erforderlich ist. Seit 1. Februar 2018 ist daher auch für die bisherigen Bezugsberechtigten ein Wahrnehmungsvertrag erforderlich, um Texte melden zu können. Ferner dürfen, mit einer Übergangsfrist, nur Werke gemeldet werden, die ab dem Jahr des Vertragsabschlusses erschienen sind.
Die Anzahl der teilnehmenden Autoren und Seitenmeldungen steigt rasant. Im Jahr 2020 zählte die VG Wort die Zugriffe auf 24,2 Millionen Texte im Internet. Elf Jahre zuvor, 2009, hatte sie noch rund 200.000 METIS-Meldungen abgewickelt.

## Zugänglichmachung für Unterricht und Forschung
Nach § 52a UrhG ist es unter bestimmten Bedingungen gestattet, Werke für Unterricht und Forschung gegen eine angemessene Vergütung öffentlich zugänglich zu machen. Einer Entscheidung des Bundesgerichtshofs zufolge haben Universitäten ab dem 1. Januar 2017 urheberrechtlich geschützte Quellen in Vorlesungsskripten an die VG Wort zu melden. Es ist vorgesehen, dass jede Seite eines Skripts einzeln gemeldet und bezahlt werden muss.  Für das Jahr 2017 wurde zwischen der KMK und der VG Wort eine Übergangsregelung gefunden, die eine angemessene Pauschalvergütung nach bisherigem Stand erlaubt.
In einem Urteil aus dem Jahr 2013 zu einem Rechtsstreit der Fernuniversität in Hagen hat der Bundesgerichtshof den § 52a UrhG näher ausgelegt. Demnach handelt es sich um „kleine“ Teile eines Werkes, wenn bei Gewährung eines Zugangs höchstens 12 % und nicht mehr als 100 Seiten eines Sprachwerks bereitgestellt werden. Dabei ist den Teilnehmern zusätzlich zum Lesen am Bildschirm erlaubt, die bereitgestellten Werke auszudrucken und abzuspeichern. Ausgangspunkt war eine Klage des Alfred Kröner Verlags wegen insgesamt 91 Seiten Text aus einem 528 Textseiten umfassenden Fachbuch. Die vom BGH gesetzte Grenze für die Freigabe gilt jedoch nicht, „wenn der Rechtsinhaber der Hochschule eine angemessene Lizenz für die fragliche Nutzung angeboten hat.“

## Digitalisierungsprojekte
Im Januar 2009 kündigte die VG Wort an, die Rechte deutscher Autoren und Verlage gegenüber dem US-amerikanischen Unternehmen Google Inc. vertreten zu wollen, das damals bereits sieben Millionen Bücher aus den US-Bibliotheken eingescannt hatte.
Am 23. Mai 2009 hat die Mitgliederversammlung der VG Wort beschlossen, bestimmte Rechte ihrer Autoren im Zusammenhang mit der Google-Vergleichsvereinbarung und anderen nationalen und europäischen Digitalisierungsprojekten wahrzunehmen, sofern diese von den Autoren an sie abgetreten werden. Die VG Wort nimmt seitdem auch die Vertretung der Rechte ihrer Autoren bei der digitalen Nutzung vergriffener Werke und für die Anzeige bibliographischer Daten von Werken im Internet wahr.

## Umsatzsteuerliche Behandlung
Die von der VG Wort an die Autoren und Verlage gezahlten Tantiemen unterliegen als sonstige Leistungen der Umsatzbesteuerung. (vgl. UStAE 3.1 Abs. 4). Hierbei ist bei im Inland ansässigen Autoren oder Verlagen der ermäßigte Steuersatz in Höhe von 7 % anzuwenden (vgl. §12 Abs. 2 Nr. 7b UStG). Sofern der Wahrnehmungsberechtigte kein Kleinunternehmer ist und der VG Wort seine Steuernummer oder Umsatzsteuer-ID mitteilt, zahlt die VG Wort die Vergütungen brutto, d. h. zzgl. Umsatzsteuer aus. Diese ist vom jeweiligen Autor oder Verlag an das Finanzamt abzuführen. Die VG Wort macht einen entsprechenden Vorsteuerabzug geltend. Kleinunternehmer ist, wessen Umsatz im vergangenen Jahr 22.000 Euro (bis 2019: 17.500) nicht überschritten hat und im laufenden Jahr 50.000 € nicht überschreiten wird (vgl. §19 Abs. 1 UStG). Es besteht die Möglichkeit, zur Umsatzsteuer zu optieren (vgl. §19 Abs. 2 UStG). Sofern der Wahrnehmungsberechtigte Kleinunternehmer ist oder keine bzw. keine gültige Steuernummer oder Umsatzsteuer-ID mitteilt, erhält er die Tantiemen netto, d. h. ohne Umsatzsteuer ausgezahlt. Es besteht auch die Möglichkeit der nachträglichen Erstattung der Umsatzsteuer. Mit dem Urteil des europäischen Gerichtshofs (EuGH) vom 18. Januar 2017, C-37/16 (SAWP), unterliegen Ausschüttungen, die auf gesetzlichen Vergütungsansprüchen nach §§ 27, 54, 54a und 54c UrhG basieren (z. B. wissenschaftliche Veröffentlichungen oder Bibliothektstantiemen), nicht mehr der Umsatzsteuer im Gegensatz zu den Vergütungen aus den Bereichen der öffentlichen Wiedergabe von Hörfunk oder Fernsehen (sogenannte andere gesetzliche Vergütungsansprüche). Hier hat die VG Wort zum 1. Januar 2020 ihre Ausschüttungspraxis geändert.

## Texte im Musikbereich
Im musikalischen Bereich nimmt die GEMA die Aufführungs- und Vervielfältigungsrechte der Komponisten, Texter und Verleger wahr.